# Wheatfields (Arizona)
Wheatfields es un lugar designado por el censo ubicado en el condado de Gila en el estado estadounidense de Arizona. En el Censo de 2010 tenía una población de 785 habitantes y una densidad poblacional de 37,59 personas por km².

## Geografía
Wheatfields se encuentra ubicado en las coordenadas 33°28′15″N 110°48′58″O / 33.47083, -110.81611. Según la Oficina del Censo de los Estados Unidos, Wheatfields tiene una superficie total de 20.88 km², de la cual 20.88 km² corresponden a tierra firme y (0%) 0 km² es agua.

## Demografía
Según el censo de 2010, había 785 personas residiendo en Wheatfields. La densidad de población era de 37,59 hab./km². De los 785 habitantes, Wheatfields estaba compuesto por el 92.36% blancos, el 0% eran afroamericanos, el 1.66% eran amerindios, el 0.51% eran asiáticos, el 0% eran isleños del Pacífico, el 3.57% eran de otras razas y el 1.91% pertenecían a dos o más razas. Del total de la población el 18.98% eran hispanos o latinos de cualquier raza.